# Cristiano Ronaldo: The World at His Feet
Cristiano Ronaldo: The World at His Feet (O Mundo aos Seus Pés!) é um documentário biográfico esportivo que fala sobre o início da carreira do jogador português de futebol, Cristiano Ronaldo. Foi lançado inicialmente na plataforma Vimeo em junho de 2014.
O documentário é narrado pelo ator britânico Benedict Cumberbatch.